# سوني ويد
سوني ويد (بالإنجليزية: Sonny Wade)‏ هو لاعب كرة القدم الكندية أمريكي، ولد في 1 أبريل 1947 في مارتينسفيل في الولايات المتحدة.